# 1584 w polityce

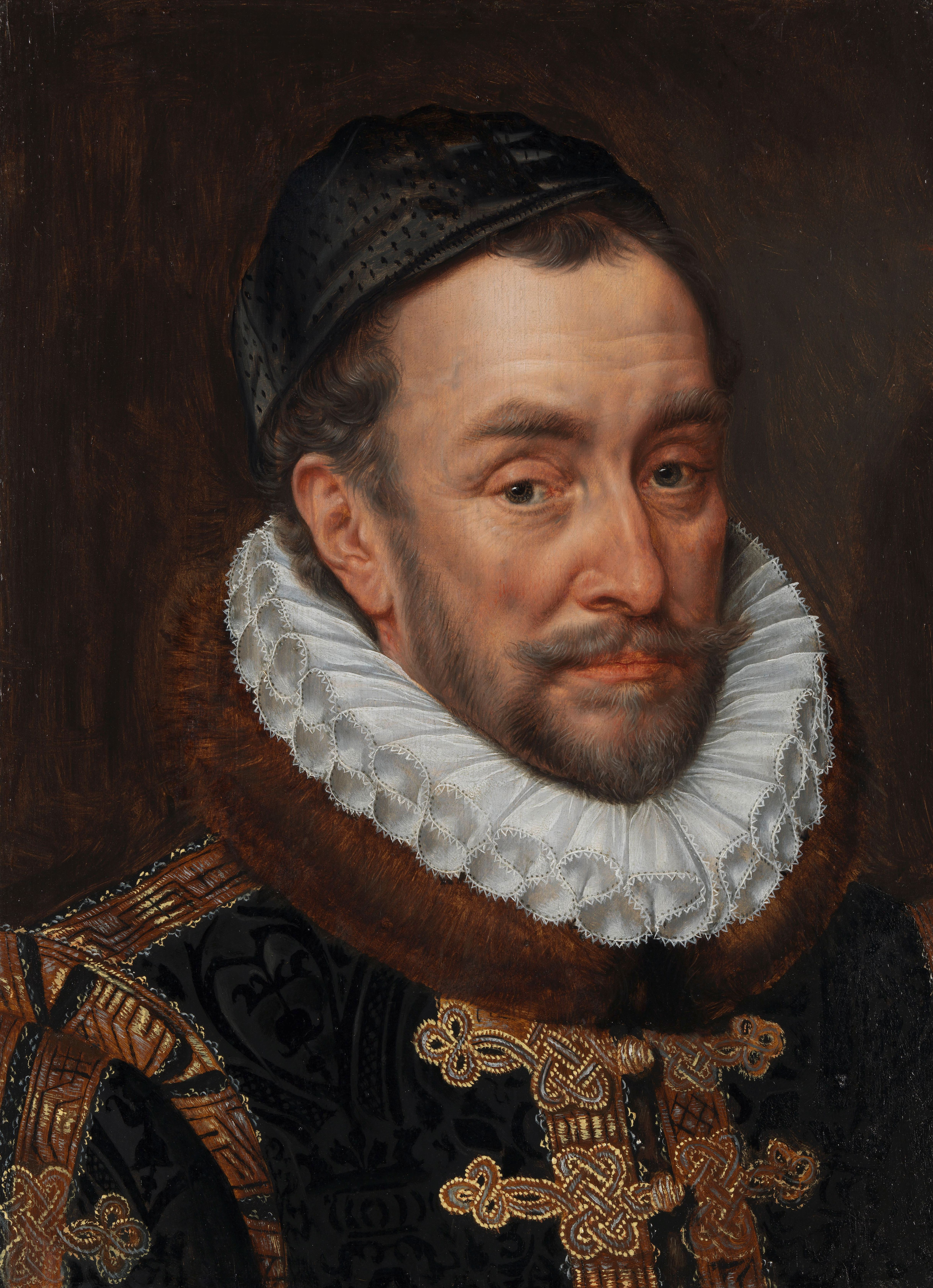
Wilhelm I Orański

Wydarzenia polityczne w 1584 roku.

## Wydarzenia
- 10 lipca Wilhelm I Orański, hrabia Nassau, książę Oranii, ginie z rąk Balthasara Gérarda[1]. Zamachowiec zostaje ujęty i stracony trzy dni później.

## Urodzili się
- 25 grudnia Małgorzata Austriaczka, królowa Hiszpanii i Portugalii[2][3].

## Zmarli
- 28 marca Iwan IV Groźny, pierwszy car Rosji[4].
- 27 kwietnia Mikołaj Radziwiłł Rudy, litewski magnat[5].
- 26 maja: Samuel Zborowski, polski magnat, ścięty na Wawelu z rozkazu starosty generalnego krakowskiego Jana Zamoyskiego[6].